# Гватемалски квецал
Гватемалски квецал (шп. quetzal) је национална валута Гватемале. ISO 4217 код валуте је GTQ. Дијели се на 100 центава, а у домаћем платном промету се означава симболом Q. Име је добио по националној птици дугорепом квецалу.
Први квецал је уведен 1925. године за вријеме предсједника José Maríe Orellane, замијенивши дотадашњи песо. До 1997. године течај квецала био је везан уз амерички долар. Новчанице и кованице издаје Централна гватемалска банка, и то: кованице у апоенима од 1, 5, 10, 25, 50 центава и 1 квецала, те новчанице у апоенима од од 1, 5, 10, 20, 50 и 100 квецала.